# Дітріх фон Карлевіц
Дітріх фон Карлевіц (нім. Dietrich von Carlewitz; 11 липня 1916, Бауцен — 24 квітня 1943, Атлантичний океан) — німецький офіцер-підводник, оберлейтенант-цур-зее крігсмаріне.

## Біографія
3 квітня 1936 року вступив на флот. З грудня 1938 року — офіцер зв'язку ВМС в Лісті, з квітня 1940 року — в Тібороні, з червня 1940 року — при командувачі-адміралі у Франції, одночасно перебував в розпорядженні командування військово-морської станції «Остзе». З вересня 1940 року — 3-й радіотехнічний офіцер на важкому крейсері «Адмірал Шеер». В червні-листопаді 1941 року пройшов курс підводника, після чого був переданий в розпорядження 7-ї флотилії. З грудня 1941 року — вахтовий офіцер на підводному човні U-98. В червні-серпні 1942 року пройшов курс командира човна. З 2 вересня 1942 року — командир U-710. 15 квітня 1943 року вийшов у свій перший і останній похід. 24 квітня U-710 був потоплений в Північній Атлантиці південніше Ісландії (61°25′ пн. ш. 19°48′ зх. д.) глибинними бомбами британського бомбардувальника «Летюча фортеця». Всі 49 членів екіпажу загинули.

## Звання
- Кандидат в офіцери (3 квітня 1936)
- Морський кадет (10 вересня 1936)
- Фенріх-цур-зее (1 травня 1937)
- Оберфенріх-цур-зее (1 липня 1938)
- Лейтенант-цур-зее (1 жовтня 1938)
- Оберлейтенант-цур-зее (1 жовтня 1940)

## Нагороди
- Залізний хрест 2-го класу (1 квітня 1941)
- Нагрудний знак підводника (7 червня 1942)